# 실행증

실행증(失行症, apraxia)이란 일종의 신체 현상을 의미하는 것으로서 근육약화, 실조증, 감각 상실 그리고 근긴장도의 장애 없이 목적있는 운동 활동을 수행하지 못하는 것을 지칭한다. 따라서 실제로는 극명한 장애가 없음에도 신체 활동에 어려움을 느끼게 되는 경우를 말한다. 대개는 좌뇌에 이상이 생기게 되면서 생기는 증상으로 대뇌의 피질에 문제가 생기면서 일어나기도 한다.
영어단어 apraxia는 그리스어에 기원하며 의지, 운동, 행위 등을 의미하는 praxia와 "~이 없는"을 의미하는 a의 합성어이므로 "의지가 없는" 모습을 의미한다.
아이레스(Ayres)는 실행증이 개념,계획,동작의 전략들을 선택하는 것,그리고 운동실행의 3가지의 실제적인 과정과 관련된 장애를 가리킨다고 말하면서 특히 우세반구에 손상이 있는 환자에게 뚜렷하게 나타난다고 지적했다.

## 같이 보기
- 두 흐름 가설 (two-streams hypothesis)